# Frederick Sturrock
Pour les articles homonymes, voir Sturrock.
Frederick Claud Sturrock (né à Newport-on-Tay  en Écosse le 25 mai 1882 et mort le 5 août 1959  au Cap en Afrique du Sud) est un homme d'affaires et un homme politique d'Afrique du Sud, membre du Parti uni, député (1929-1950), ministre sans portefeuille (1936-1938) dans le gouvernement Hertzog puis ministre des transports (1939-1948) et brièvement ministre des finances (1948) dans le gouvernement Smuts.

## Biographie
Né en Écosse, Frédéric Claud Sturrock, ingénieur formé à Dundee émigre en Afrique australe en 1907 où il devient ingénieur des mines à Johannesbourg (colonie du Transvaal). 
En 1918, il est élu président de la Chambre de commerce de Johannesbourg. 
En 1929, il est élu député de Turffontein. En 1936, il devient membre du Parti uni et est nommé ministre sans portefeuille dans le gouvernement Hertzog avant de démissionner en 1938 pour protester contre la nouvelle loi relative à la représentation des populations indigènes au Sénat. 
Il revient au gouvernement en 1939 en tant que ministre des transports dans le gouvernement de Jan Smuts. il est son dernier ministre des finances en 1948. Réélu au parlement en 1948, il démissionne deux ans plus tard et se retire de toute vie publique. Il meurt au Cap en 1959.

## Sources
- C.F. Albertyn, Die Afrikaanse Kinderensiklopedie, Le Cap, Bloemfontein, Johannesburg: Nasionale Boekhandel Bpk, 1962